# Blood Blockade Battlefront
Blood Blockade Battlefront (血界戦線, Kekkai Sensen) est un manga écrit et dessiné par Yasuhiro Nightow. Il est prépublié en 2009 dans le magazine Jump Square, puis entre 2010 et 2015 dans le magazine Jump SQ.19 de l'éditeur Shūeisha. La série est compilée en un total de dix tomes. La version française est éditée par Kazé à partir d'avril 2016. Une suite intitulée Back 2 Back est publiée entre 2015 et 2022, et une troisième saison intitulée Beat 3 Peat est publiée depuis 2022.
Une adaptation en anime produite par le studio Bones est diffusée à partir du 4 avril 2015 sur MBS au Japon et en simulcast sur Anime Digital Network dans les pays francophones. Une seconde saison est diffusée entre octobre et décembre 2017.

## Synopsis
Il y a trois ans, une brèche entre la Terre et le monde de l’au-delà s’est ouverte dans la ville de New York.
Durant cette terrible nuit, New York a été détruite et reconstruite, piégeant les new-yorkais et les créatures extra-dimensionnelles dans une bulle.
Rebaptisée Hellsalem’s Lot, la ville est un melting-pot paranormal où la magie et la folie vivent aux côtés de l’ordinaire, où chaque type de vermines humaines se rassemble pour exploiter le surnaturel.
Quelqu’un menace de percer la Bulle et libérer les horreurs du Nouveau Jérusalem, mais les mystérieux supers agents de Libra se battent pour empêcher que l’impensable ne se produise.

## Personnages
Klaus Von Reinhertz (クラウス・V・ラインヘルツ, Kurausu Fon Rainherutsu)
Leonard Watch (レオナルド・ウォッチ, Reonarudo Wocchi)
Zap Renfro (ザップ・レンフロ, Zappu Renfuro)
Chain Sumeragi (チェイン・皇, Chein Sumeragi)
Steven A. Starphase (スティーブン・A・スターフェイズ, Sutībun Ē Sutāfeizu)
K.K
Deldro Brody & Doug Hammer (デルドロ・ブローディ ＆ ドグ・ハマー, Derudoro Burōdi & Dogu Hamā)
Zed O'Brien (ツェッド・オブライエン, Tseddo Oburaien)
Gilbert F. Altstein (ギルベルト・F・アルトシュタイン, Giruberuto Efu Arutoshutain)

## Manga
À l'origine, un one shot écrit par Yasuhiro Nightow est publié en mai 2008 dans le magazine Jump Square. Une mini-série de trois chapitres, Kekkai Sensen -Mafūgai Kessha-, est publiée entre janvier et mars 2009 dans le même magazine. La série est ensuite publiée à partir du premier numéro du magazine Jump SQ.19 sorti en mai 2010, jusqu'à la disparition du magazine en février 2015. Le premier volume relié est publié par Shūeisha le 4 janvier 2010.
Une suite intitulée Blood Blockade Battlefront: Back 2 Back est publiée entre 2015 et 2018 dans le magazine Jump SQ. Crown, puis dans le magazine Jump SQ. Rise entre 2018 et 2022,,.
Une troisième saison est annoncée en avril 2022 pour une sortie à l'automne 2022. Le premier chapitre est publié en octobre 2022.

### Blood Blockade Battlefront
| no | Japonais        | Japonais          | Français         | Français          |
| no | Date de sortie  | ISBN              | Date de sortie   | ISBN              |
| -- | --------------- | ----------------- | ---------------- | ----------------- |
| 1  | 4 janvier 2010  | 978-4-08-874723-1 | 6 avril 2016     | 978-2-8203-2352-1 |
| 2  | 4 novembre 2010 | 978-4-08-870109-7 | 1er juin 2016    | 978-2-8203-2353-8 |
| 3  | 2 mai 2011      | 978-4-08-870228-5 | 24 août 2016     | 978-2-820-32492-4 |
| 4  | 2 décembre 2011 | 978-4-08-870339-8 | 26 octobre 2016  | 978-2-8203-2523-5 |
| 5  | 4 juin 2012     | 978-4-08-870435-7 | 14 décembre 2016 | 978-2-8203-2549-5 |
| 6  | 4 décembre 2012 | 978-4-08-870558-3 | 1er février 2017 | 978-2-8203-2799-4 |
| 7  | 4 juin 2013     | 978-4-08-870868-3 | 7 mai 2017       | 978-2-8203-2848-9 |
| 8  | 4 décembre 2013 | 978-4-08-870869-0 | 23 août 2017     | 978-2-8203-2889-2 |
| 9  | 4 juin 2014     | 978-4-08-880078-3 | 8 novembre 2017  | 978-2-8203-2929-5 |
| 10 | 3 avril 2015    | 978-4-08-880233-6 | 14 février 2018  | 978-2-8203-3194-6 |

### Back 2 Back
| no | Japonais         | Japonais          |
| no | Date de sortie   | ISBN              |
| -- | ---------------- | ----------------- |
| 1  | 4 janvier 2016   | 978-4-08-880542-9 |
| 2  | 2 septembre 2016 | 978-4-08-880783-6 |
| 3  | 4 septembre 2017 | 978-4-08-881174-1 |
| 4  | 4 décembre 2017  | 978-4-08-881294-6 |
| 5  | 4 juillet 2018   | 978-4-08-881517-6 |
| 6  | 4 mars 2019      | 978-4-08-881770-5 |
| 7  | 4 décembre 2019  | 978-4-08-882151-1 |
| 8  | 4 septembre 2020 | 978-4-08-882501-4 |
| 9  | 4 juin 2021      | 978-4-08-882672-1 |
| 10 | 4 août 2022      | 978-4-08-883202-9 |

## Anime
L'adaptation en anime est annoncée en mai 2014 dans le magazine Jump Square. Celle-ci est produite au sein du studio Bones avec une réalisation de Rie Matsumoto et un scénario de Kazunao Furuya. La diffusion débute à partir du 4 avril 2015. Le dernier épisode, initialement prévu pour le 4 juillet 2015, est repoussé car sa durée dépasse les 30 minutes autorisée par la case horaire. Celui-ci, d'une durée de 46 minutes, est finalement diffusé le 4 octobre 2015. Dans les pays francophones, la série est diffusée en simulcast sur Anime Digital Network.
Une seconde saison est annoncée en décembre 2016. Intitulée Blood Blockade Battlefront & Beyond, celle-ci est diffusée entre le 7 octobre 2017 et le 23 décembre 2017.

### Liste des épisodes

#### Saison 1
| No   | Titre en français                           | Titre original                                                       | Date de 1re diffusion |
| ---- | ------------------------------------------- | -------------------------------------------------------------------- | --------------------- |
| 1    | Société de la ville du sceau démoniaque     | 魔封街結社 Mafuugai kessha                                           | 4 avril 2015          |
| 2    | À la poursuite du mystérieux camion fantôme | 幻のゴーストワゴンを追え Maboroshi no gosuto wagon o oe              | 11 avril 2015         |
| 3    | Le Jeu entre deux mondes                    | 二つの世界の間のゲーム Futatsu no sekai no ma no gēmu                | 18 avril 2015         |
| 4    | Bloodline Fever                             | BLOODLINE FEVER                                                      | 25 avril 2015         |
| 5    | Le Marteau de la destruction                | 震撃の血槌 Shingeki no buraddo hanmā                                 | 2 mai 2015            |
| 6    | N'oublie pas de ne pas m'oublier            | Don't forget to Don't forget me                                      | 9 mai 2015            |
| 7    | Le Paradis des boxeurs                      | 拳客のエデン Ken kyaku no Eden                                       | 16 mai 2015           |
| 8    | Le jour le plus long de Z, 1re partie       | Zの一番長い日 前編 Z no ichiban nagai hi zenpen                      | 23 mai 2015           |
| 9    | Le Jour le plus long de Z, 2e partie        | Zの一番長い日 後編 Z no ichiban nagai hi kōhen                       | 30 mai 2015           |
| 10   | Run ! Lunch !! Run !!! To the end           | ラン!ランチ!!ラン!!!／to the end. Ran! Ranchi!! Ran!!! / to the end. | 6 juin 2015           |
| 10.5 | Nos plus belles et nos plus sales journées  | それさえも最低で最高な日 Soresaemo saitei de saikō na hibi           | 13 juin 2015          |
| 11   | Paint It Black                              | Paint It Black                                                       | 20 juin 2015          |
| 12   | Hello, World!                               | Hello, World!                                                        | 4 octobre 2015        |

#### Saison 2
| No | Titre en français                          | Titre original                                         | Date de 1re diffusion |
| -- | ------------------------------------------ | ------------------------------------------------------ | --------------------- |
| 1  | Lumière, caméra, action !                  | ライツ、カメラ、アクション！ Raitsu, Kamera, Akushon!  | 7 octobre 2017        |
| 2  | L'apparition de l'hôpital fantôme          | 幻界病棟ライゼズ Maboroshi kai byōtō raizezu           | 14 octobre 2017       |
| 3  | Day In Day Out                             | Day In Day Out                                         | 21 octobre 2017       |
| 4  | La grande stratégie des lycanthropes       | 人狼大作戦 Jinrou dai sakusen                          | 28 octobre 2017       |
| 5  | Le blitzkrieg d'un certain majordome       | とある執事の電撃作戦 Toaru shitsuji no dengeki sakusen | 4 novembre 2017       |
| 6  | Get the Lock Out                           | ゲット・ザ・ロックアウト！！ Getto za rokkuauto!!      | 11 novembre 2017      |
| 7  | Le blues des branchies                     | 鰓呼吸ブルース Era kokyū burūsu                        | 18 novembre 2017      |
| 8  | Macro-bataille, partie 1                   | マクロの決死圏 前編 Makuro no kesshi ken zenpen        | 25 novembre 2017      |
| 9  | Macro-bataille, partie 2                   | マクロの決死圏 後編 Makuro no kesshi ken kōhen         | 2 décembre 2017       |
| 10 | Bratatat Mom                               | Bratatat Mom                                           | 9 décembre 2017       |
| 11 | L'illusion dans l'œil du spectre, partie 1 | 妖眼幻視行 前編                                        | 16 décembre 2017      |
| 12 | L'illusion dans l'œil du spectre, partie 2 | 妖眼幻視行 後編                                        | 23 décembre 2017      |

### Doublage
| Personnages         | Personnages         | Voix japonaises   | Voix françaises       |
| ------------------- | ------------------- | ----------------- | --------------------- |
| Klaus               | Klaus               | Rikiya Koyama     | Julien Dutel          |
| Leonardo Watch      | Leonardo Watch      | Daisuke Sakaguchi | Arthur Pestel         |
| Zap Renfro          | Zap Renfro          | Kazuya Nakai      | Fabien Albanese       |
| Chain Sumeragi      | Chain Sumeragi      | Yu Kobayashi      | Emmanuelle Lambrey    |
| Steven A. Starphase | Steven A. Starphase | Mitsuru Miyamoto  | Pascal Gimenez        |
| K.K                 | K.K                 | Al Orikasa        | Elisabeth Bonneau     |
| Deldro Brody        | Deldro Brody        | Keiji Fujiwara    | Julien Dutel          |
| Zed O. Brien        | Zed O. Brien        | Hikaru Midorikawa | Maxime Collomb-Patton |
| Bliz T. Abrams      | Bliz T. Abrams      | Akio Ohtsuka      | Jean-Marc Galéra      |

### Génériques
| Générique | Épisodes | Début         | Début           | Fin                       | Fin                  |
| Générique | Épisodes | Titre         | Groupe          | Titre                     | Groupe               |
| --------- | -------- | ------------- | --------------- | ------------------------- | -------------------- |
| 1         | 1 – 12   | Hello, World! | Bump of Chicken | Sugar Song to Bitter Step | Unison Square Garden |